# Metacatharsius latifrons
Metacatharsius latifrons là một loài bọ cánh cứng trong họ Bọ hung (Scarabaeidae).